# Essaim de séismes des îles Tokara de 2025
Pour les articles homonymes, voir Essaim de séismes des îles Tokara.
L'essaim de séismes des îles Tokara est une série de séismes affectant les îles Tokara, au sud-ouest de Kyūshū, au Japon. Parmi les milliers de secousses détectées depuis le 21 juin 2025, certaines sont ressenties par les habitants, si bien que des dizaines de personnes quittent ces îles.

## Contexte
L'archipel Nansei, dont font partie les îles Tokara, qui s'étire entre les îles de Kyūshū au nord-est et de Taïwan au sud-ouest, repose sur la plaque d'Okinawa sous laquelle subducte la plaque philippine en formant la fosse des Ryūkyū. Cette configuration tectonique engendre une sismicité importante dans la région qui fait partie de la ceinture de feu du Pacifique.

## Caractéristiques
Bien qu'un précédent essaim de séisme se soit produit aux îles Tokara en 2021, ce secteur de l'archipel japonais est réputé pour être relativement calme d'un point de vue sismique. Cependant, à partir du 21 juin 2025, les îles sont soudainement affectées par des séismes,. 1 600 secousses sont enregistrées dans les deux premières semaines de l'évènement,. Majoritairement de faible puissance avec une magnitude comprise entre 2 et 4, une douzaine de secousses dépassent une magnitude de 5 dont la plus importante à 5,5. Leurs hypocentres sont compris entre 5 et 20 kilomètres de profondeur. L'île la plus touchée est celle d'Akuseki-jima.
Les scientifiques interprètent ces secousses comme le déplacement de magma dans la lithosphère océanique — possiblement la formation d'un dyke — en lien avec l'activité d'un volcan sous-marin, les caractéristiques des secousses étant typiques de l'activité d'une zone volcanique.

## Conséquences
Éprouvées psychologiquement par les nombreuses secousses, notamment en raison d'un manque de sommeil, des dizaines d'habitants ont quitté les îles dans les deux premières semaines,.
Aucun dégât majeur n'est constaté,. Au vu de la puissance des secousses, le risque de tsunami demeure faible mais les autorités locales restent prêtes à donner des ordres d'évacuation si la situation évolue défavorablement.
Le manga japonais The Future I Saw publié en 1999 fait mention dans sa réédition de 2021 d'un séisme majeur se produisant le 5 juillet 2025 dans la mer des Philippines suivi d'un tsunami touchant l'intégralité des côtes du l'océan Pacifique. À la suite de précédentes prétendues prédictions dont une dès 2011 concernant le séisme de la côte Pacifique du Tōhoku,, l'ouvrage devient alors au cours du premier semestre 2025 la pièce centrale d'une rumeur qui s'accentue avec l'apparition de l'essaim de séismes des îles Tokara à quelques jours de la date supposée de la catastrophe. Craignant une catastrophe naturelle majeure, de nombreuses personnes annulent leur séjour au Japon autour de la date du 5 juillet, notamment des touristes des pays et régions environnantes (Corée du Sud, Chine, Taïwan, etc.),. Ainsi, en dépit des appels des autorités et des scientifiques sur le fait qu'il est impossible de prédire un séisme, la préfecture de Tottori dans le sud-ouest du pays enregistre par exemple une baisse de 50 % des réservations de la part des visiteurs en provenance de Hong Kong pour cette période.